# Kūngerdeh
Kūngerdeh är en ort i Iran.   Den ligger i provinsen Khuzestan, i den centrala delen av landet, 500 km söder om huvudstaden Teheran. Kūngerdeh ligger 521 meter över havet och antalet invånare är 331.
Terrängen runt Kūngerdeh är huvudsakligen kuperad, men åt sydväst är den platt. Runt Kūngerdeh är det ganska tätbefolkat, med 56 invånare per kvadratkilometer. Närmaste större samhälle är Patak-e Beygdelī, 16,3 km norr om Kūngerdeh. Trakten runt Kūngerdeh är ofruktbar med lite eller ingen växtlighet.